# Гулістан (Казахстан)
Гуліста́н (каз. Гулістан) — село у складі Мактааральського району Туркестанської області Казахстану. Входить до складу Достицького сільського округу.
До 2000 року село називалось Совєтабад.
Населення — 3020 осіб (2021; 2514 у 2009, 1987 у 1999, 1648 у 1989).